# Rocinela danmoniensis
Rocinela danmoniensis är en kräftdjursart som beskrevs av Leach 1818. Rocinela danmoniensis ingår i släktet Rocinela och familjen Aegidae. Arten är reproducerande i Sverige. Inga underarter finns listade i Catalogue of Life.